# Basílica de San Juan y San Pablo (Roma)
La Basílica de San Juan y San Pablo es una iglesia de Roma, situada en la Colina de Celio.

## Historia
Su edificación se comenzó en 398. Primeramente se utilizó por una comunidad cristiana y más tarde se convirtió en el lugar de entierro de los mártires Juan y Pablo: la tradición dice que fue el hogar de los dos hermanos santos, que fueron martirizados en el interior en 362, durante el reinado del emperador Juliano, pero es más probable perteneciera a la familia del fundador, Pamaquio (se menciona por primera vez en las actas de un sínodo celebrado por el Papa Símaco en 499 el nombre de Titulus Pamaquio, o Byzantio Titulus).
La iglesia original fue dañada por los visigodos de Alarico I durante el saqueo de Roma (410), luego por el terremoto de 442 y finalmente fue saqueada por los normandos en 1084: el Papa Pascual II promovió la restauración, y añadió la torre y porche, para sustituir el nártex original, el edificio estuvo continuamente en construcción durante los siglos siguientes (grandes intervenciones promovidas en 1715 por el cardenal Fabrizio Paolucci). El aspecto actual se confirió en 1951, cuando el cardenal Francis Joseph Spellman restauró la fachada.
En la Iglesia se encuentra actualmente la urna con los restos mortales de San Pablo de la Cruz, fundador de la Congregación de la Pasión. Es la Casa General de los Pasionistas, sede del superior general y su consejo, donde también se guarda el archivo general y reside una comunidad de estudiantes.

## Descripción

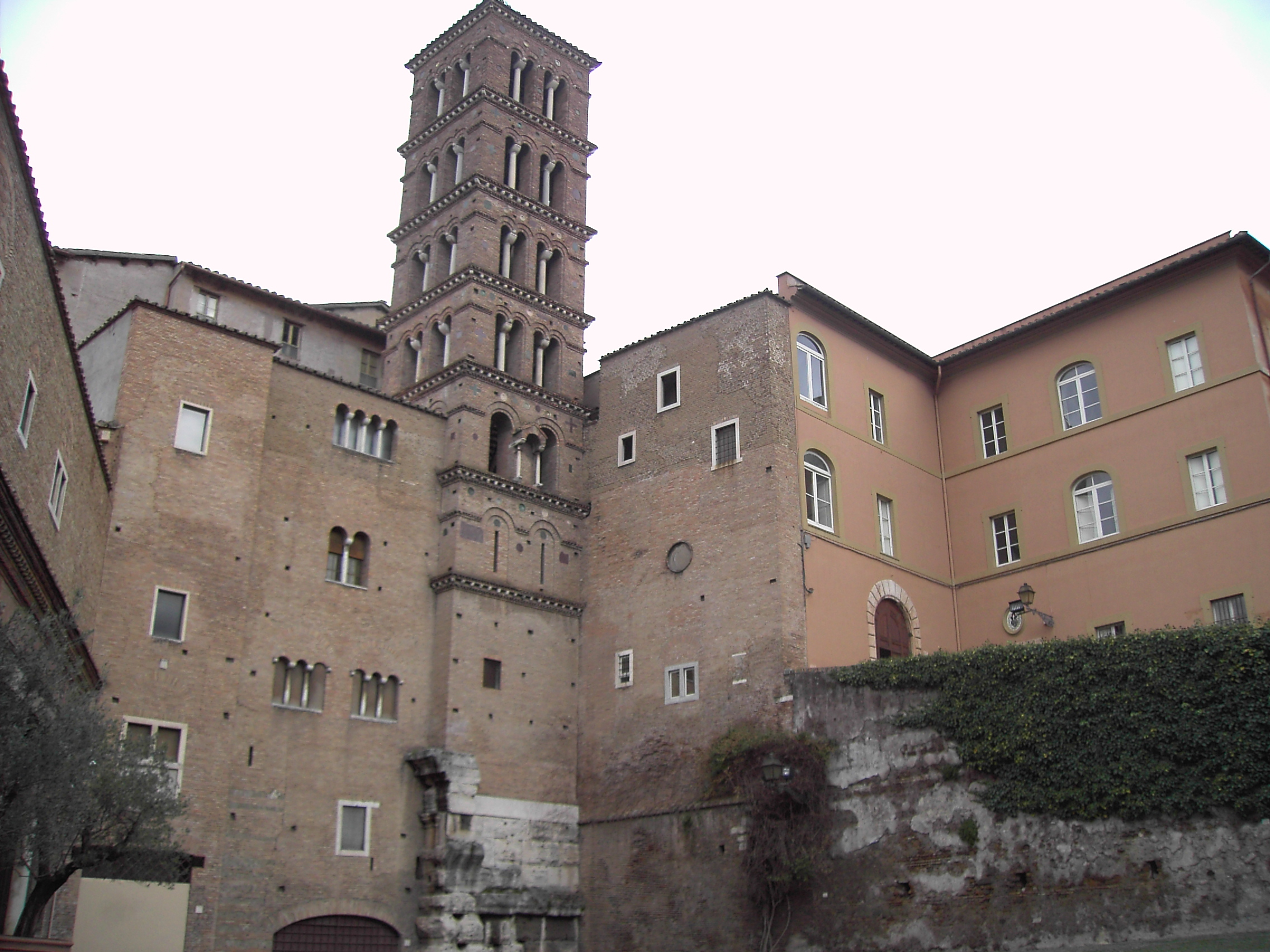
Torre campanario de la basílica.

El interior tiene tres naves divididas por pilares flanqueando las columnas originales, conserva poco de su estructura original. La basílica, ha incorporado los antiguos edificios colindantes, fue construida en etapas muy juntas, como muestran los resultados del análisis de las técnicas de albañilería. La primera etapa es opus mixtum que fue interrumpido y la segundo utilizó el ladrillo.
La nave tiene 44,30 metros de largo y 14,68, con amplios pasillos de 7,40, de ancho. La separación está marcada por doce columnas que sostenían trece arcos. El ábside presenta cuatro grandes ventanas.